# The West Pole
The West Pole es el noveno álbum de estudio de la banda neerlandesa de rock alternativo The Gathering. 
Es su primer material con la nueva cantante noruega Silje Wergeland, previamente al frente de Octavia Sperati. Fue lanzado con fecha 12 de mayo de 2009, bajo la etiqueta Psychonaut Records y la producción del guitarrista René Rutten.
Este disco también incluye dos vocalistas invitadas, la holandesa Anne van den Hoogen y la mexicana Marcela Bovio (de la banda Stream of Passion), al igual que otros músicos colaboradores.
El álbum, en términos generales, ha gozado de excelentes críticas desde su publicación, a pesar de la notable ausencia de la vocalista Anneke van Giersbergen, quien se marchó de la agrupación por motivos personales. 
"All You Are" fue lanzado como un sencillo con un vídeo musical en mayo de 2009. "No Bird Call" fue lanzado de la misma forma entre finales de 2009 y enero de 2010.

## Lista de canciones
| N.º | Título                       | Letras              | Música          | Duración |  |
| 1.  | «When Trust Becomes Sound»   | Instrumental        | René Rutten     | 3:53     |  |
| 2.  | «Treasure»                   | Silje Wergeland     | René Rutten     | 4:06     |  |
| 3.  | «All You Are»                | Silje Wergeland     | René Rutten     | 4:34     |  |
| 4.  | «The West Pole»              | Silje Wergeland     | René Rutten     | 6:35     |  |
| 5.  | «No Bird Call»               | Silje Wergeland     | Frank Boeijen   | 5:38     |  |
| 6.  | «Capital of Nowhere»         | Anne van den Hoogen | René Rutten     | 6:35     |  |
| 7.  | «You Promised Me a Symphony» | Silje Wergeland     | Silje Wergeland | 2:54     |  |
| 8.  | «Pale Traces»                | Marcela Bovio       | Frank Boeijen   | 7:46     |  |
| 9.  | «No One Spoke»               | Silje Wergeland     | Frank Boeijen   | 4:32     |  |
| 10. | «A Constant Run»             | Silje Wergeland     | Frank Boeijen   | 7:44     |  |

## Créditos
- Silje Wergeland – vocales
- René Rutten - guitarras/flauta
- Marjolein Kooijman - bajo
- Hans Rutten - batería
- Frank Boeijen - teclados

- Datos: Q4027075